# Radio Liechtenstein
A Rádio Liechtenstein é a estação de rádio pública de Liechtenstein. É operado pela Corporação de Radiodifusão de Liechtenstein (LRF), e tem a sua sede em Schaan. A transmissão começou a 15 de agosto de 1995, cobrindo, atualmente, todo o território nacional, assim como o Leste da Suíça (o seu maior público e fonte de receita), e o estado austríaco de Vorarleberga.
Inicialmente, era financiada por uma taxa de radiodifusão, que foi abolida em janeiro de 1999, e substituído por financiamento público, juntamente com publicidade e patrocínio.
Os programas são uma mistura de cultura e entretenimento com uma ligação local intercalada com notícias de hora em hora entre as 7h e as 19h e refletem a autoimagem oficial do Liechtenstein. A seleção musical é descrita como adult contemporary com elementos de canções dos anos 1970 e 1980. É transmitida em onda FM por seis emissoras locais no Liechtenstein e duas na Suíça, bem como através da rede de cabo, DAB+ e Internet.

## História
A Rádio Liechtenstein (R.L) foi fundada a 15 de outubro de 1938, com capital britânico, e transmitida em ondas médias de 209.9 metros de Vaduz. Transmitia uma hora por dia com a sua programação consistindo, principalmente, por músicas de discos de gramofone. Foi desativado em setembro de 1939 devido a dificuldades financeiras e ao início da Segunda Guerra Mundial, e o transmissor de rádio foi devolvido à Inglaterra em novembro de 1942.
Após um período experimental iniciado em 1991, foi recriado em 1995 sob o nome comercial Radio L (L de Liechtenstein) com o investidor privado Peter Ritter.
Em 2003, ocorreram várias negociações entre o governo do principado e Peter Ritter. A 1 de janeiro de 2004, a estação voltou ao nome de Rádio Liechtenstein e foi transformada numa emissora pública sob a autoridade da Corporação de Radiodifusão de Liechtenstein (LRF).
No segundo semestre de 2020, a RL atraiu pela primeira vez mais ouvintes na Alemanha do que na Suíça ou na Áustria, como resultado da nova orientação de conteúdo “mais Liechtenstein” lançada em 2019.

## Frequências de transmissão

### Difusão
Via FM, a Rádio Liechtenstein é transmitida por via terrestre por meio de seis pequenos transmissores em Liechtenstein de 0,025 a 1 KW (ERP) e dois outros pequenos transmissores localizados no leste da Suíça de 0,05 e 0,2 kW.
A estação é distribuída via DAB+ desde 29 de novembro de 2013 através do bloco 9D, que foi transferido para o bloco 9B no início de 2017 e está em construção com o objetivo de cobertura nacional e em todo o leste da Suíça. O transmissor Rüthi/Bismer (4,3 kW) também pode ser recebido em Liechtenstein.
A estação também está disponível em analógico nas redes de cabo da Telecom Liechtenstein, UPC Suisse e EWB Buchs e digitalmente na Suíça na Rii-Seez-Net e Swisscom TV.

### Frequências
A Rádio Liechtenstein é transmitida em todo o Principado de Liechtenstein e nas áreas fronteiriças da Suíça e da Áustria.

#### Liechtenstein
- Unterland: 100,2 e 106,1 MHz
- Oberland: 96,9 MHz
- Balzers: 88,8 MHz
- Triesenberg: 89,2 MHz
- Steg/Malbun: 96,6 MHz

#### Suíça
- Reno Inferior: 100,2 e 105,9 MHz
- Werdenberg: 96,9 e 89,2 MHz
- Oberes Rheintal: 106,1 MHz
- Sarganserlândia: 103,4 MHz
- Lago Walen: 103,4 MHz

#### Áustria
- Vorarleberga: 106,1 MHz